# إيفور بولتون
إيفور بولتون (بالإنجليزية: Ivor Bolton)‏ هو موسيقي بريطاني، ولد في 17 مايو 1958 في لانكشر في المملكة المتحدة.

## وصلات خارجية
- الموقع الرسمي
- إيفور بولتون على موقع IMDb (الإنجليزية)
- إيفور بولتون على موقع ميوزك برينز (الإنجليزية)
- إيفور بولتون على موقع ديسكوغز (الإنجليزية)
- إيفور بولتون على موقع قاعدة بيانات الفيلم (الإنجليزية)